# Abbazia Frauenthal
L'abbazia Frauenthal (in tedesco Kloster Frauenthal) è un'abbazia a Cham, comune svizzero nel Canton Zugo. Ospita una comunità di suore votate alla regola benedettina.

## Storia
Il monastero venne fondato nel 1231 con i finanziamenti di Freiherr Ulrich von Schnabelburg, di sua moglie e del conte Ludwig von Frohburg. Nel 1253 passò all'Ordine cistercense. Nel 1351 venne danneggiato durante gli scontri tra il Canton Svitto e Alberto II d'Austria. Chiuso all'epoca della Riforma, tornò ad ospitare una comunità religiosa con la Controriforma, riottenedo dal 1586 il diritto ad eleggere una badessa.
Inizialmente edificata secondo la tradizione cistercense, è stata rinnovata nel corso del XVII e XVIII secolo. Le ali est e sud con la sala capitolare e il refettorio con il chiostro furono costruite dall'architetto Johann Moosbrugger alla fine del XVII secolo.
L'attuale patrimonio edilizio coincide, ad eccezione di alcuni edifici commerciali e residenziali della tenuta, con quanto rappresentato nell'Atlante Siegfried della Svizzera del 1880. Negli anni 1990, la maggior parte degli edifici sono stati ammodernati.